# Ерик Дурм
Ерик Дурм (Пирмазенс, 12. мај 1992) немачки је професионални фудбалер који игра на позицији бека. Тренутно наступа за Ајнтрахт Франкфурт и национални тим Немачке. Сениорски деби за Немачку је имао 2014, а касније те године је био део екипе Националних једанаест која је била победник Светског првенства у Бразилу.

## Клупска каријера

### Хадерсфилд таун
Дана 13. јула 2018. године озваничено је да се Дурм прикључио екипи Хадерсфилда. Дурм је потписао уговор на годину дана, са опцијом да се продужи на још једну годину.

### Ајнтрахт Франкфурт
Датума 3. јула 2019. Дурм се придружио Ајнтрахту из Франкфурта. Уговор је потписан на четири године.

## Репрезентативна каријера
Дурм је дебитовао за сениорски тим Немачке у ремију 2 : 2 против Камеруна на Борусија парку  у Менхенгладбаху. Одиграо је 85 минута пре но што је био замењен Бенедикт Хеведесом. Следећег дана именован је за део немачког тима који ће играти на Мундијалу 2014. Немци су на крају освојили шампионат, а Дурм је на свим утакмицама био замена.

## Статистика

### Клуб
Ажурирано након утакмица одигране 2. јануара 2019.
| Клуб                 | Сезона    | Лига                    | Лига    | Лига   | Куп     | Куп    | Европа  | Европа | Остало  | Остало | Укупно  | Укупно | Реф.   |
| Клуб                 | Сезона    | Ранг лиге               | Наступи | Голови | Наступи | Голови | Наступи | Голови | Наступи | Голови | Наступи | Голови | Реф.   |
| -------------------- | --------- | ----------------------- | ------- | ------ | ------- | ------ | ------- | ------ | ------- | ------ | ------- | ------ | ------ |
| Мајнц II             | 2010/11.  | Регионална лига „Запад” | 1       | 0      | —       | —      | —       | —      | —       | —      | 1       | 0      | [ 7 ]  |
| Мајнц II             | 2011/12.  | Регионална лига „Запад” | 32      | 13     | —       | —      | —       | —      | —       | —      | 32      | 13     | [ 8 ]  |
| Мајнц II             | Укупно    | Укупно                  | 33      | 13     | —       | —      | —       | —      | —       | —      | 33      | 13     | —      |
| Борусија Дортмунд II | 2012/13.  | Трећа лига Немачке      | 28      | 2      | —       | —      | —       | —      | —       | —      | 28      | 2      | [ 9 ]  |
| Борусија Дортмунд II | 2013/14.  | Трећа лига Немачке      | 2       | 0      | —       | —      | —       | —      | —       | —      | 2       | 0      | [ 10 ] |
| Борусија Дортмунд II | 2014/15.  | Трећа лига Немачке      | 2       | 0      | —       | —      | —       | —      | —       | —      | 2       | 0      | [ 10 ] |
| Борусија Дортмунд II | Укупно    | Укупно                  | 32      | 2      | —       | —      | —       | —      | —       | —      | 32      | 2      | —      |
| Борусија Дортмунд    | 2013/14.  | Бундеслига              | 19      | 0      | 3       | 0      | 7       | 0      | 0       | 0      | 29      | 0      | [ 10 ] |
| Борусија Дортмунд    | 2014/15.  | Бундеслига              | 18      | 1      | 4       | 0      | 5       | 0      | 1       | 0      | 28      | 1      | [ 10 ] |
| Борусија Дортмунд    | 2015/16.  | Бундеслига              | 14      | 1      | 3       | 0      | 3       | 0      | —       | —      | 20      | 1      | [ 11 ] |
| Борусија Дортмунд    | 2016/17.  | Бундеслига              | 13      | 0      | 0       | 0      | 1       | 0      | 0       | 0      | 14      | 0      | [ 12 ] |
| Борусија Дортмунд    | 2017/18.  | Бундеслига              | 0       | 0      | 0       | 0      | 0       | 0      | 0       | 0      | 0       | 0      | [ 13 ] |
| Борусија Дортмунд    | 2018/19.  | Бундеслига              | 0       | 0      | 0       | 0      | 0       | 0      | —       | —      | 0       | 0      | [ 13 ] |
| Борусија Дортмунд    | Укупно    | Укупно                  | 64      | 2      | 10      | 0      | 16      | 0      | 1       | 0      | 91      | 2      | —      |
| Хадерсфилд таун      | 2018/19.  | Премијер лига           | 16      | 0      | 0       | 0      | —       | —      | 1       | 0      | 17      | 0      | [ 10 ] |
| Свеукупно            | Свеукупно | Свеукупно               | 145     | 17     | 10      | 0      | 16      | 0      | 2       | 0      | 173     | 17     | —      |

1. 1 2 3  Наступи у Лиги шампиона.
2. ↑  Наступ у Суперкупу Немачке.
3. ↑  Наступи у Лиги Европе.
4. ↑  Наступи у Лига купу.

### Репрезентација
Ажурирано након утакмице одигране 18. новембра 2014.
| 2014.  | 7 | 0 |
| Укупно | 7 | 0 |

## Успеси

### Клуб
Борусија Дортмунд
- Куп Немачке (1): 2016/17.
- Суперкуп Немачке (2): 2013, 2014.

### Репрезентација
Немачка
- Светско првенство (1): 2014.